# Küssaberg (Naturschutzgebiet)
Das Naturschutzgebiet Küssaberg war ein mit Verordnung des damaligen Badischen Ministeriums für Kultus und Unterricht vom 26. Juli 1941 ausgewiesenes Naturschutzgebiet (NSG-Nummer 3.038) mit einer Fläche von 6,3 ha auf dem Gebiet der Gemeinde Küssaberg im baden-württembergischen Landkreis Waldshut im Klettgau. Es ging am 1. Februar 2024 im neu verordneten Naturschutzgebiet Küssenberg auf.

## Beschreibung
Es handelte sich um einen steilen Weißjura-Südhang des Küssaberges (629 m) unterhalb der Küssaburg bei Bechtersbohl. Er ist locker bestockt mit orchideenreichem Buchenwald und Geißklee-Kiefern-Wald. Auf Gebiet des Nachbarortes bei Küßnach befand sich ein weiteres kleines Naturschutzgebiet, die Orchideenwiese Küßnach.